# 坎普麥加里
坎普麥加里（英語：Camp McGarry）是位於美國內華達州洪堡縣的鬼鎮。

## 地理
坎普麥加里所處的海拔為高於海平面2376米（即7795英呎），而該地所採用的時區為UTC-8，即太平洋时区（PST）。同時該地設有夏令時間，為UTC-8調快一小時，即UTC-7（PDT）。